# Подводные лодки типа I-13
Подводные лодки типа I-13 (яп. 伊十三型潜水艦), также известные как тип «AM» — серия японских дизель-электрических подводных лодок периода Второй мировой войны. Головная лодка серии была заложена как представитель типа I-12, но в процессе строительства перестроена в авианесущую. Всего планировалось построить семь лодок серии, но уже в 1943 году это число было сокращено до четырёх, из которых были достроены лишь две. Первоначально планировалось их использование в роли патрульных, но ближе к концу войны решено было использовать их как подводные авианосцы для специальных операций, аналогично подводным лодкам типа I-400. Из двух вступивших в строй подводных лодок, одна погибла в бою, другая же была пущена на слом после капитуляции Японии

## Представители
| Заводской номер | Дата закладки                 | Спуск на воду                 | Ввод в строй                  | Судьба                                                                                                |
| --------------- | ----------------------------- | ----------------------------- | ----------------------------- | --- |
| I-1             |                               | 10 июня 1944                  | —                             | строительство отменено в марте 1945, утонула в шторм в районе Кобэ 18 сентября 1945                   |
| I-13            |                               | 1944                          | 16 декабря 1944               | потоплена самолётом с авианосца «Анзио» и эсминцем «Лоуренс С. Тейлор» в районе Ёкосуки, 16 июля 1945 |
| I-14            |                               | 1944                          | 14 марта 1945                 | сдалась 27 августа 1945, пущена на слом                                                               |
| I-15            |                               | 12 апреля 1944                | —                             | строительство отменено в марте 1945, пущена на слом                                                   |
| № 5094 — № 5096 | строительство отменено в 1943 | строительство отменено в 1943 | строительство отменено в 1943 | строительство отменено в 1943                                                                         |